# Слиньков Яр

Слиньков Яр (укр. Слиньків Яр) — село,
Стасовский сельский совет,
Диканьский район,
Полтавская область,
Украина.
Код КОАТУУ — 5321084906. Население по переписи 2001 года составляло 52 человека.

## Географическое положение
Село Слиньков Яр находится на правом берегу реки Ворскла,
выше по течению на расстоянии в 1 км расположено село Михайловка,
ниже по течению на расстоянии в 1 км расположено село Гавронцы,
на противоположном берегу — село Вороны (Котелевский район).